# لوري هايتايان
لوري هايتايان خبيرة نفط وغاز لبنانية في منطقة في الشرق الأوسط وشمال أفريقيا. منذ عام 2011، تترأس هايتايان محفظة تطوير القدرات البرلمانية في معهد حوكمة الموارد الطبيعية  في منطقة الشرق الأوسط وشمال أفريقيا، والتي تركز على الأدوار التشريعية والرقابية للبرلمانيين العرب في تقدم الإصلاحات في قطاع النفط والغاز في الشرق الأوسط.

## الحياة الشخصية

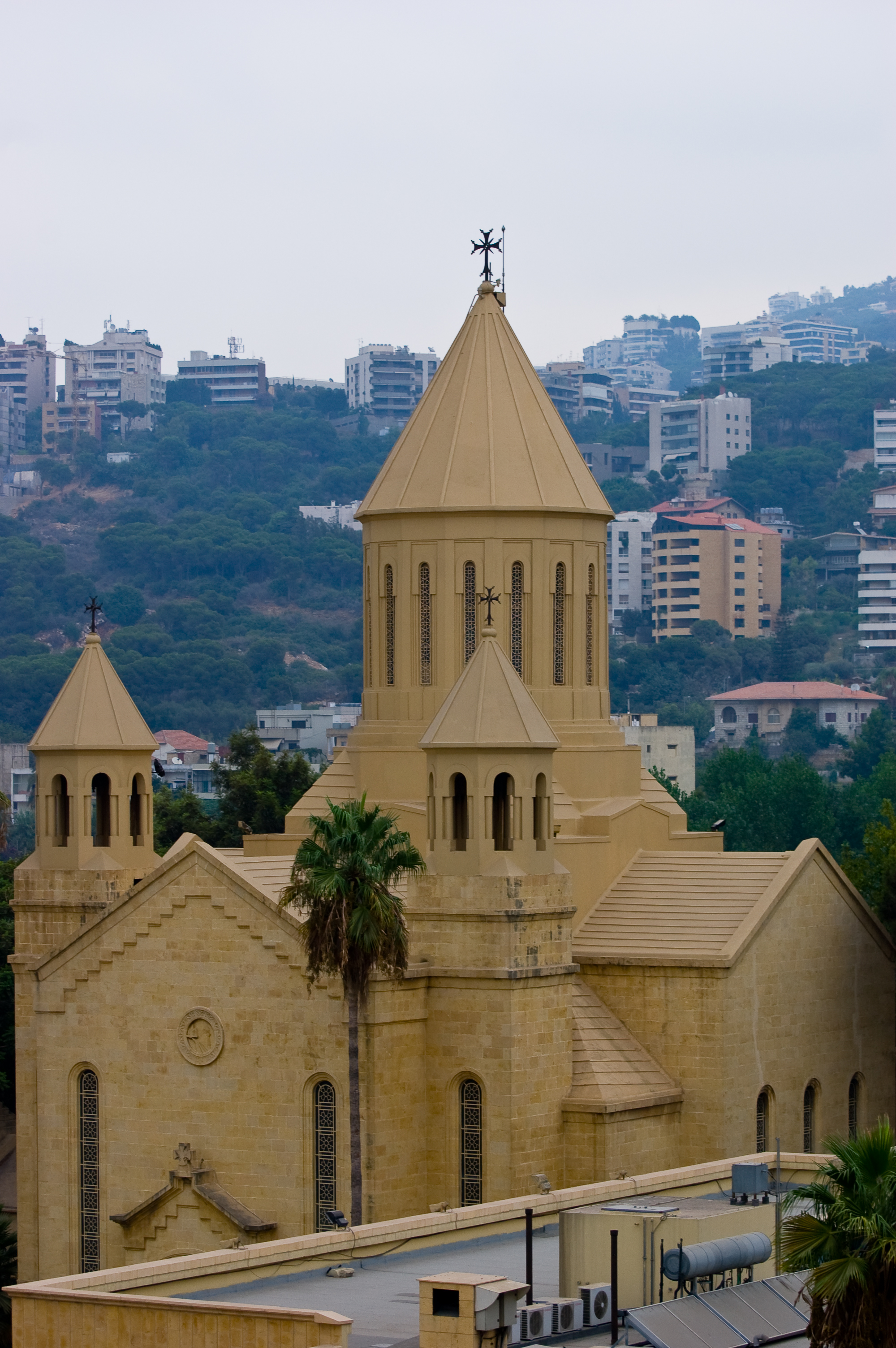
أنطلياس

وُلدت لوري لوالدين أرمينيين هما جاراب وميرام هايتايان في 13 تشرين الأول عام 1975، أي بعد ستة أشهر بالضبط من بدء الحرب الأهلية اللبنانية. ولدت ونشأت في أنطلياس، وهي مدينة على ساحل قضاء المتن في محافظة جبل لبنان.
حصلت لوري على شهادة البكالوريوس في الآداب في تصميم الاتصالات من الجامعة اللبنانية الأمريكية في رأس بيروت، وهي منطقة كانت في السابق مقتصرة على المسيحيين. حصلت في وقت لاحق على درجة الماجستير في سياسات الشرق الأوسط من جامعة إكستر في ديفون في المملكة المتحدة. ووجهت لوري تركيزها لاحقًا إلى قطاع النفط والغاز في لبنان كوسيلة للتنمية الوطنية وبناء السلام.

## الحياة المهنية
تعد لوري هايتايان مديرة لمعهد حوكمة الموارد الطبيعية الذي كان سابقًا معهد مراقبة الإيرادات، وهو إطار لميثاق الموارد الطبيعية. كما أنها تعمل على قيادة البرامج البرلمانية والإعلامية الإقليمية، وشاركت في تطوير مركز معرفة الصناعات الاستخراجية في منطقة الشرق الأوسط وشمال إفريقيا. قبل انضمامه إلى معهد حوكمة الموارد الطبيعية، كانت هايتايان المدير التنفيذي لمنظمة البرلمانيين ضد الفساد في العالم العربي التابعة للمنظمة العالمية للبرلمانيين ضد الفساد، حيث عملت مع البرلمانيين العرب ووضعت الاستراتيجيات وخطط العمل لتعزيز الرقابة والقدرات التشريعية للبرلمانيين لتعزيز المساءلة والشفافية.
في السابق، كانت هايتايان مسؤولة عن المشاريع الشعبية الإقليمية التي تركز على تعزيز دور المرأة في التنمية وصنع السياسات في العديد من دول مجلس التعاون الخليجي، وتحديداً في البحرين واليمن والسعودية. عملت أيضًا مديرة للمنح  وأخصائية في مجال الدعوة القانونية ومدربة في العديد من المنظمات غير الحكومية الدولية، بما في ذلك مجلس البحوث والتبادل الدولي والمنظمة الدولية لتنمية التعاون الزراعي ولجنة الأمم المتحدة الاقتصادية والاجتماعية لغرب آسيا مع التركيز بشكل أساسي على حملات الديمقراطية للمجتمع المدني في لبنان والعراق.
كما تمت دعوتها من قبل مركز كارتر لمراقبة الانتخابات البرلمانية التونسية في عام 2011، وهي أول انتخابات بعد الثورة التونسية وإسقاط زين العابدين بن علي.
منذ عام 2004، بدأت هايتايان العمل مع مختلف أصحاب المصالح بما فيهم الشباب والنساء والمجتمعات المدمرة والبرلمانيين لبناء مجتمعات «نشطة» وتعزيز ثقافة المساءلة والشفافية وسيادة القانون في المجالات والمؤسسات العامة.
حصلت لوري على جائزة التميز الذهبي من مجلس المرأة العربية في عام 2014 لدورها في تعزيز المسؤولية الاجتماعية.
تم تكريم هايتايان في اليوم العالمي للمرأة في عام 2015 من قبل حزب الخضر اللبناني على جهودها في دعم مشاركة المرأة في السياسة.

## المنشورات
- "Beirut", Cities of the Middle East and North Africa: A Historical Encyclopedia, edited by Michael Dumper & Bruce Stanley, December 2006.

- «أوهانس باشا»، مجلة نايري الأرمنية، كانون الأول 2008.

- «ما يوحدنا»، مجلة نايري الأرمنية، كانون الأول 2009.

- "Armenian Christians in Jerusalem: 1700 years of Peaceful Presence", Politics and Religion Journal, Volume V (No.2), autumn 2011 (English)[1]

## المقالات
ظهرت هايتايان في وكالة الأنباء انترفاكس التي تتخذ من موسكو مقراً لها في مناقشة حول قطاع الطاقة في لبنان. وصرحت أنه «في الوقت الحالي، لست متفائلة على الإطلاق. إن النظام غير القادر على التعامل مع القمامة وغير قادر على إدارة قطاع الهيدروكربونات. وفقًا للمسح الزلزالي ثلاثي الأبعاد في عرض البحر في لبنان، هناك إمكانات كبيرة. ومع ذلك، فإن المخاطر في لبنان مرتفعة للغاية، مما يضع البلد في وضع ضعيف أمام الشركات. الحكومة بحاجة إلى إظهار اهتمام حقيقي بالإصلاحات المؤسسية قبل أي شيء آخر.»
وصرحت لوري هايتايان خبيرة إدارة الموارد الطبيعية في منطقة الشرق الأوسط وشمال إفريقيا  لمحطة صوت أمريكا حول التحديات والفرص التي تواجهها اكتشافات النفط والغاز في لبنان قائلةً «هذا الأمر يتجاوز النفط والغاز، ويمكن استخدام هذا القطاع لإعادة بناء الثقة في الحكومة». 
تعتبر لوري هايتايان أحد قادة المجتمع المدني المتحدثة عن أهمية الملكية المستفيدة في قطاع النفط والغاز وخاصة في لبنان. وقد قالت حول هذا الشأن: في العديد من الحالات في جميع أنحاء صناعة النفط والغاز العالمية، فإن تلك الشركات التي تبحث عن عقود نفطية وفي بعض الأحيان تفوز بها تربطها علاقات وثيقة بالحكومة من خلال روابط تؤثر على العائد. يمكن لهذه الشركات إخفاء هوية ملكيتها: «إنهم يختبئون وراء الشركات وشركات المحاماة، أو وراء  الكيانات التي لا وجود لها». 
أجرت صحيفة لوريون لوجور مقابلة مع لوري هايتايان بعد حصولها على الجائزة الذهبية من مجلس المرأة العربية في دبي لإنجازها في مجال «المساءلة الاجتماعية». في هذه المقابلة، شددت لوري على الحاجة إلى وجود نماذج للنساء في المنطقة لتشجيع الفتيات والشابات على ممارسة مهنة في المجالات الصعبة مثل السياسة والشؤون العامة.
في هذا المقال، توضح لوري هايتايان أن المجتمع المدني يمكنه بالفعل البدء في الاستعداد لتطبيق مبادرة الشفافية في الصناعات الاستخراجية المحتملة في لبنان. حيث قالت: يجب على المجتمع المدني أن يتحدوا، وعليهم انتخاب ممثلين سيكونون في النهاية جزءًا من الإنجاز، إذا لم يكن لديك ممثلون من المجتمع المدني فلن تتمكن من البدء بالمبادرة لأنك لا تملك أهم عنصر لإدارة المبادرة بأكملها.
تقوم لوري هايتايان بكتابة مقال عن مبادرة الشفافية في الصناعات الاستخراجية وكيف يمكن أن تفيد بلد مثل لبنان.
وفي لقاء قام به برنامج Q&A التلفزيوني مع لوري حول مجال النفط والغاز في لبنان، صرحت قائلةً: "كلما كان المجتمع المدني أكثر اطلاعًا، سيكون قادرًا عن الدفاع عن الشفافية والخضوع للمساءلة. إنّ بناء القدرات والخبرة التقنية أمر بالغ الأهمية خاصة أن القطاع لم يتطور بعد. ستحتاج المنظمات غير الحكومية إلى الدعوة إلى تقديم عطاءات مفتوحة  لنشر العقود ولضرورة جعل المصطلحات المالية معروفة. 
قالت لوري هايتايان في مقابلة مع iloubnan في عشية التمديد البرلماني الأول في شهر أيار عام 2013: إنها رصاصة موجهة للديمقراطية في لبنان. 

## المقابلات التلفزيونية
- مقابلة لوري هايتايان مع برنامج «نهاركن سعيد» على قناة LBCI لمناقشة الانتخابات البرلمانية في أيار 2013 وبرنامجها كمرشح (2013). فيديو المقابلة على يوتيوب.

- مقابلة لوري هايتايان على قناة الجديد مع جورج صليبي في برنامج «أسبوع في ساعة» لمناقشة برنامجها كمرشحة للانتخابات البرلمانية وآرائها حول شؤون لبنان الحالية. (19 تشرين الأول 2014).

- مقابلة لوري هايتايان مع شذا عمر في برنامج «كلمة حرة» على قناة تلفزيون لبنان لمناقشة التمديد الثاني للبرلمان اللبناني في تشرين الثاني عام 2014. حيث كانت ضيفة البرنامج مع النائبين وليد خوري وجوزيف معلوف (تشرين الثاني 2014). فيديو المقابلة على يوتيوب.

- مقابلة لوري هايتايان على قناة الجزيرة الإنجليزية لمناقشة قطاع النفط والغاز في لبنان، حيث قالت «نحن سعداء لأنه توقف في الوقت الحالي. في البداية، كان كل شيء يسير بخطى سريعة للغاية. الغالبية العظمى من الناس لم يعرفوا أي شيء عن القطاع، وبالتالي لم يتمكنوا من مساءلة الحكومة. بالإضافة إلى ذلك، نحن بحاجة إلى معرفة كيفية إدارة توقعات الناس.»[7]

- ظهرت هايتايان في شهر آب عام 2015 على موقع الأخبار العربية «أخبار اقتصادية عربية»، حيث ناقشت قطاع الغاز في كل من قبرص وإسرائيل، وكيف يمكن للبنان أن يتعلم من تجربتهم.[8]